# دوغ روبرتس
دوغ روبرتس (بالإنجليزية: Doug Roberts)‏ هو لاعب هوكي الجليد أمريكي، ولد في 28 أكتوبر 1942.

## وصلات خارجية
- دوغ روبرتس على موقع دوري الهوكي الوطني (الإنجليزية)
- دوغ روبرتس على موقع قاعة مشاهير الهوكي (لاعب أن.إتش.أل) (الإنجليزية)
- دوغ روبرتس على موقع EliteProspects.com (الإنجليزية)
- دوغ روبرتس على موقع HockeyDB.com (الإنجليزية)
- دوغ روبرتس على موقع Hockey-Reference.com (الإنجليزية)